# 草湾湖
草湾湖是一个位于中国江西省余干县的湖泊，面积约为5平方千米，平均水深约为1.5米。